# Stanley Dziedzic
Stanley Joseph Dziedzic Jr. (* 5. November 1949 in Allentown, Lehigh County) ist ein ehemaliger US-amerikanischer Ringer.

## Erfolge
- 1974, 5. Platz, WM in Istanbul, FS, Wg, hinter Ruslan Aschuraliew, UdSSR, Jantscho Pawlow, Bulgarien, Victor Zilberman, Israel und Adolf Seger, BR Deutschland

- 1975, 1. Platz, World Cup in Toledo, FS, Wg, vor Ruslan Aschuraliew und Agwaany Norow, Mongolei

- 1976, Bronzemedaille, OS in Montreal, FS, Wg, hinter Jiichirō Date, Japan und Mansour Barzegar, Iran

- 1977, 1. Platz, World Cup in Toledo, FS, Wg, vor Victor Zilberman, Hiroshi Ogasawra, Japan und Ruslan Aschuraliew

- 1977, 1. Platz, WM in Lausanne, FS, Wg, vor Mansour Barzegar, Alexandar Nanew, Bulgarien und Dschamtsyn Dawaadschaw, Mongolei